# Kelvin Severino
Kelvin De Jesús Severino Sosa (nacido en Bayaguana, República Dominicana, el 4 de abril de 1981) es un futbolista internacional de la República Dominicana, se desempeña en el terreno de juego como defensa central y centrocampista y su actual equipo es el Inter de Bayaguana FC de la Liga Dominicana de Fútbol.

## Clubes
| Club                  | País                 | Año           |
| --------------------- | -------------------- | ------------- |
| Club Atlético Pantoja | República Dominicana | 2005-2012     |
| Bauger FC             | República Dominicana | 2012-2017     |
| Inter de Bayaguana FC | República Dominicana | 2018-presente |